# Passerina (ave)
O gênero Passerina é um grupo de aves da família dos cardinalídeos (Cardinalidae).

## Espécies
O gênero contém 7 espécies: 
- Passerina caerulea
- Passerina cyanea
- Passerina amoena
- Passerina versicolor
- Passerina ciris
- Passerina rositae
- Passerina leclancherii